# شیر دیافراگمی

شیر دیافراگمی

شیر دیافراگمی (به انگلیسی: Diaphragm valve) گونه‌ای از شیرهای مورد استفاده در صنعت هستند که با استفاده از یک دیافراگم مسیر جریان باز یا بسته می‌شود. در این نوع از شیرها با اعمال نیرو به دیافراگم منعطف، دیافراگم مسیر جریان را می‌بندد. نشتی در این شیرها تقریباً صفر است. به همین دلیل از این نوع شیرها برای مواد سمی مناسب است. شیرهای دیافراگمی در صنایع غذایی و داروسازی به وفور استفاده می‌شود.